# 2011年飓风玛丽亚
飓风玛丽亚（英語：Hurricane Maria）是2011年9月登陆纽芬兰岛的一场一级飓风，也是2011年大西洋飓风季形成的第13场获得命名的风暴和第3场飓风。系统源于9月6日中大西洋上空的东风波，起初向西面移动并缓慢增强。但在逼近背风群岛期间，系统因行经海域的垂直风切变增多、水温降低而退化成低气压区。系统围绕副热带高压脊的西部边缘缓慢蜿蜒北上，之后又转向东北，于9月10日再度达到热带风暴强度。玛丽亚接下来增强至飓风标准，并在此期间从距百慕大最近的位置经过。9月16日，气旋达到风力时速130公里的最高强度，此后就因风切变增多和水温降低而开始减弱。9月16日下午，风暴从纽芬兰岛东南海岸登陆，最终在当晚被锋面天气系统吸收。
虽然组织结构较为混乱，但玛丽亚还是在加勒比地区东部部分地区产生暴雨，并以波多黎各情况最为严重。许多道路和民宅被淹，风暴在加勒比地区最东北端掠过期间还导致1万5000余人失去供电。此外，美属维尔京群岛的多个岛屿测得热带风暴强度大风。飓风从百慕大以西经过时，该岛也短暂测得热带风暴强度的持续风速，并且阵风时速更高，但岛上的降雨量很小。纽芬兰岛测得强风，不过降雨总量也很小。整场风暴一共导致130万美元（2011年美元）的经济损失，但没有造成人员丧生。

## 气象历史
飓风玛丽亚的起源可以追溯到2011年9月1日从尼日利亚向西进入塞内加尔的一股东风波。东风波于9月2日进入进入东大西洋热带海域，然后开始缓慢增强，到9月6日时已发展出足够对流，美国国家飓风中心因此将位于南佛得角群岛西南偏西方向约1100公里洋面的系统归类为本季第十四号热带低气压。到了这个时候，低气压区的西侧半圆已经发展出良好的外流。热带低气压继续增强，仅成形6小时后就升级成热带风暴并获名“玛丽亚”（Maria）。

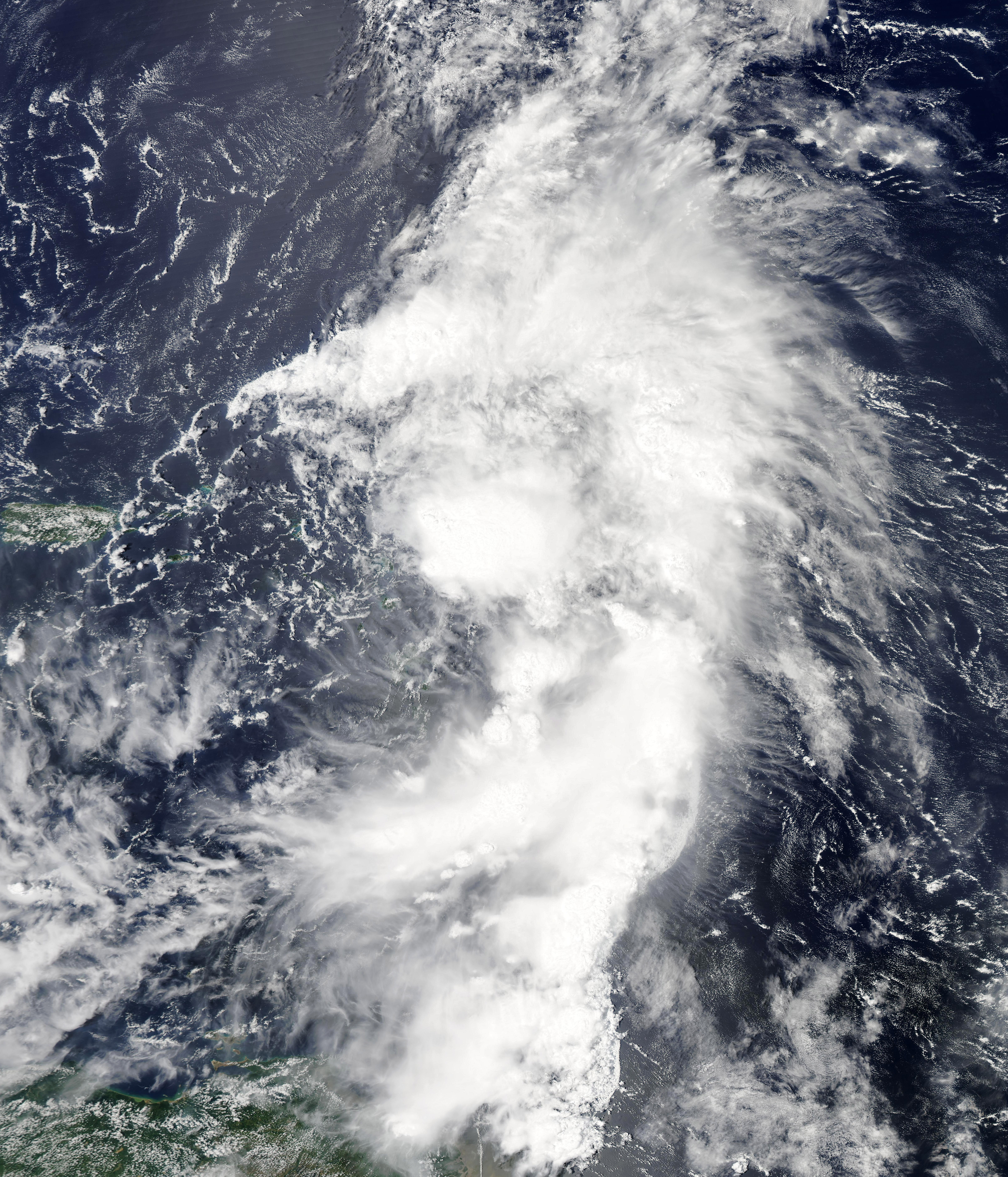
9月10日，位于小安的列斯群岛附近的热带风暴玛丽亚

9月7日清晨，美国国家飓风中心称玛丽亚虽然所在海域的大气环境非常有利于热带天气系统发展，但大部分计算机模型都认为气旋不会再出现任何强化。接下来24小时里，风暴围绕副热带高压脊的南部边缘快速朝西北偏西方向前进，在此期间强度基本保持不变。虽然从卫星图像上看玛丽亚的环流中心还算层次分明，但其位置已经因为垂直风切变增多而同最强烈的对流分离。9月8日，玛丽亚达到风力时速85公里的第一波强度高峰，然后组织结构就因外界环境不利而开始恶化。9月9日清晨飞入气旋的飓风猎人侦察机发现，虽然背风群岛北部还测得热带风暴强度大风，但玛丽亚已退化成不具备热带天气系统特征的扰动天气区。不过，美国国家飓风中心在当时的实际操作中仍将玛丽亚归类为热带气旋，没有降级成扰动天气区。9月10日系统逼近背风群岛北部期间，卫星图像及地面观测报道都表明其组织结构有所改善，此后飓风猎人侦察机也证实，玛丽亚的残留已在安地卡岛东南偏东方向约65公里洋面再生成热带气旋。
到达亚热带高压脊的西南边缘后，风暴转向北上，前进速度大幅放缓。到了9月14日，气旋上空的强劲风切变已开始减少，玛丽亚的中心附近因此重新发展出对流并得以缓慢增强。协调世界时9月15日下午18点，行进至百慕大西北方向约215公里海域的玛丽亚已达到萨菲尔-辛普森飓风等级下的一级飓风标准。受逐渐增多的转向气流影响，飓风加快前进速度。9月16日凌晨0点，气旋达到持续风速每小时130公里，最低气压983毫巴（百帕，29.03英寸汞柱）的最高强度。玛丽亚继续向东北移动，行经洋面水温降低，垂直风切变也有增长。下午18点左右，飓风降级成热带风暴，然后于下午18点30分以风力时速110公里强度从纽芬兰岛圣玛丽角（Cape St. Mary's）附近登陆。不久后，气旋的环流就被阿瓦隆半岛上空的锋面天气系统吸收。

## 防灾措施和影响

### 加勒比地区

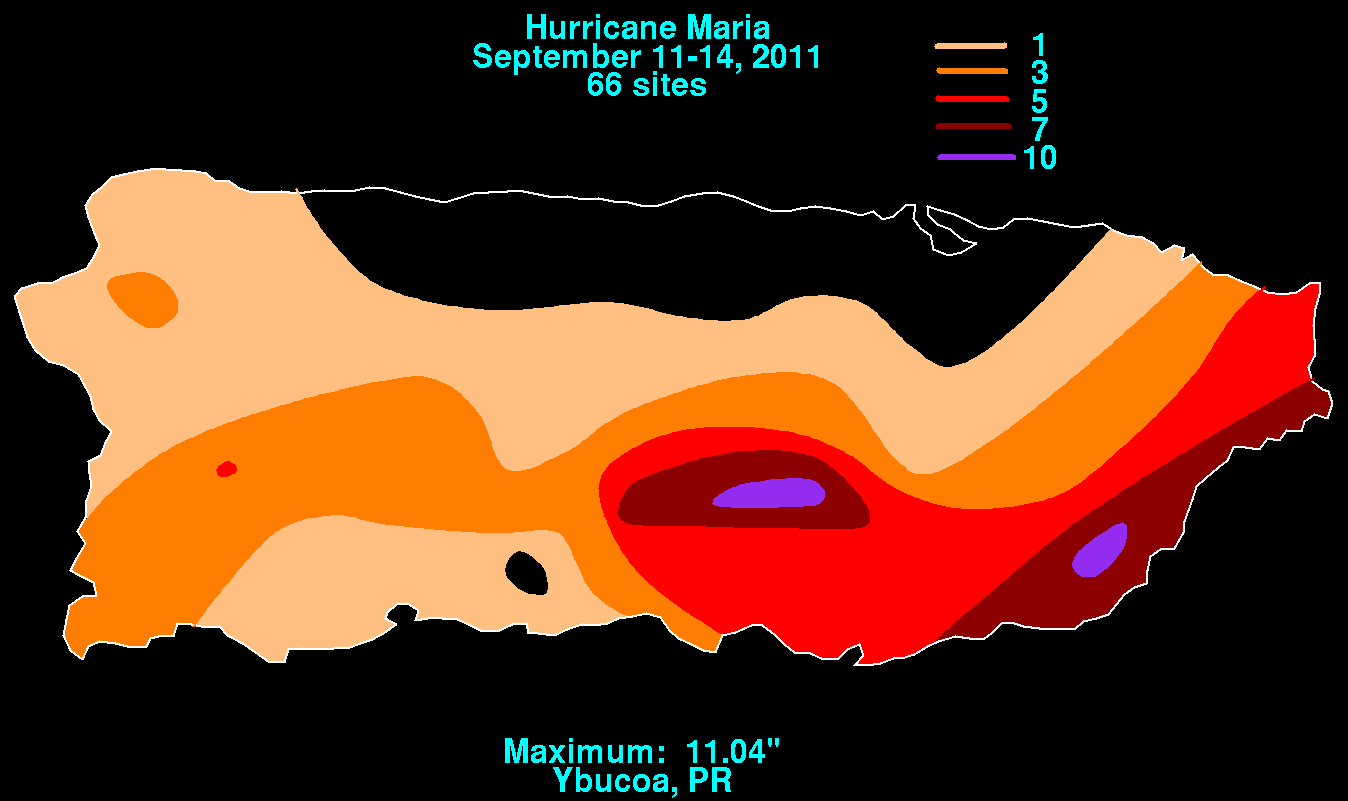
玛丽亚在波多黎各的降水分布

风暴来袭前，小安的列斯群岛大部分岛屿在9月8日收到热带风暴观察预警，再于晚上22点30分升级成热带风暴警告。次日，波多黎各、美属维尔京群岛和英属维尔京群岛大部分地区进入热带风暴观察预警生效状态。玛丽亚中心的强烈雷暴消亡后，各群岛的预警或警告于9月10日下午15点左右中止。
气旋对波多黎各的影响主要是由暴雨引起。帕蒂亚斯附近有多户民房及多座桥梁毁于洪灾，经济损失约为130万美元（2011年美元）。亚武科阿周边地区有约150套民居因暴雨引发的洪灾受损，许多人因房屋被洪水和泥沙淹没而不得不另觅居所。纳瓜沃附近一名60岁妇人的汽车被洪水卷走，幸而汽车之后被灌木丛缠处，这位妇女得以从车中逃生。风暴过去近一个月后，美国总统贝拉克·奥巴马宣布波多黎各可以获得联邦救灾援助。

### 百慕大
玛丽亚再生成热带气旋之际，百慕大岛于9月13日收到热带风暴观察预警，再于当天升级成热带风暴警告，次日中午12点又升级成飓风观察预警，再于9月15日全部中止。9月15日风暴绕过该岛期间，其外围雨带令岛上各地普遍出现热带风暴强度大风。百慕大测得的最强持续风速为每小时83公里，阵风时速则高达111公里，百慕大国际机场还在9月15日下午15点测得每小时60公里风速。

### 纽芬兰和拉不拉多

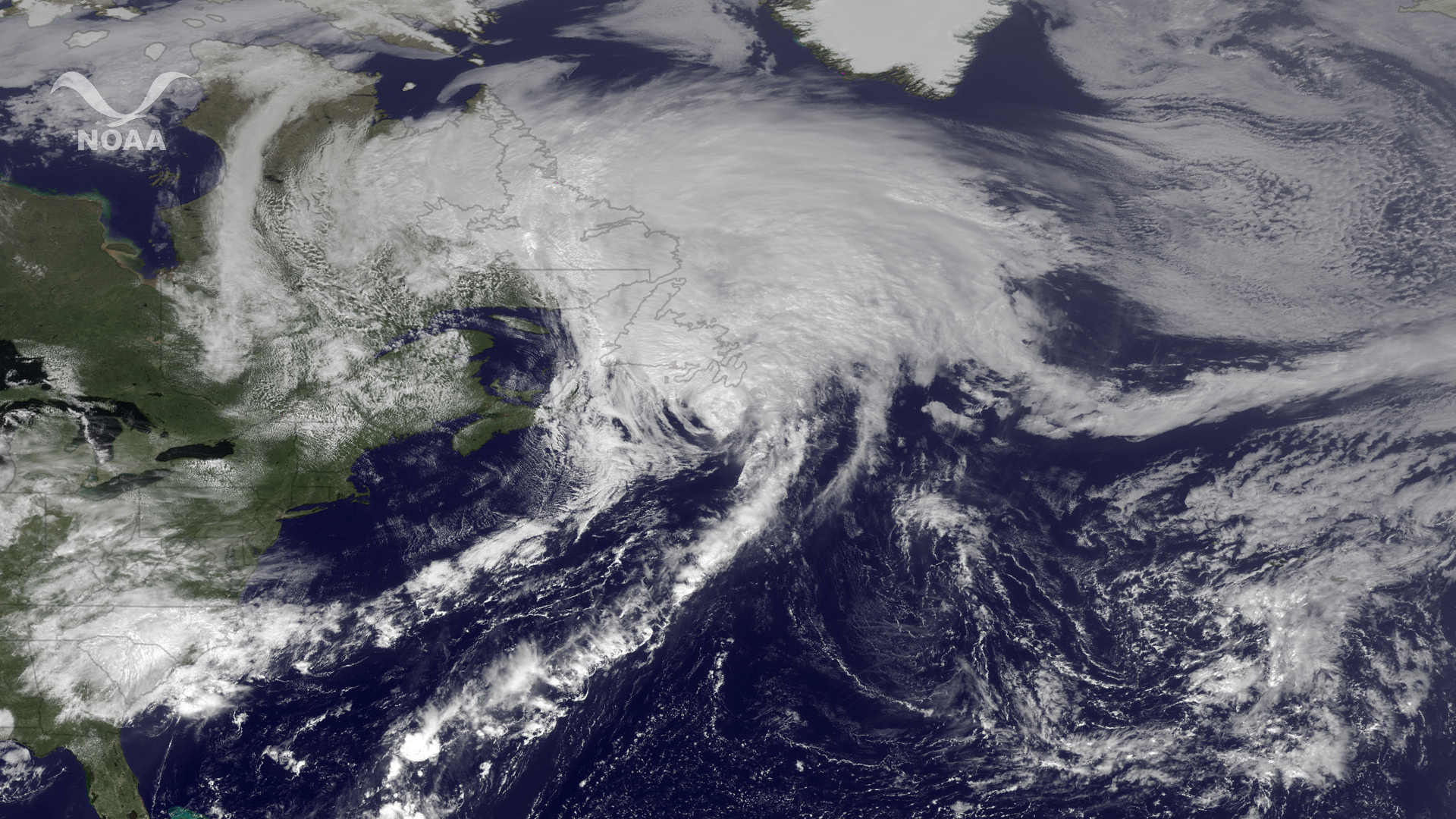
9月16日，玛丽亚登陆纽芬兰岛的卫星图像

9月15日，加拿大环境部向纽芬兰岛沿海地区发布热带风暴观察预警，生效范围从阿瓦隆半岛的阿诺德湾（Arnold's Cove）延伸到南布里格斯（Brigus South）。3小时后，热带风暴观察预警升级成飓风观察预警，同时阿诺德湾到琼斯港（Jones Harbor）之间地区进入热带风暴观察预警生效状态。次日早上6点，上述观察预警均升级成飓风警告，并且南布里格斯到夏洛特敦（Charlottestown）之间区域也收到热带风暴警告。9月16日晚21点，上述所有热带气旋警告或观察预警均予中止。9月16日逐渐被锋区吸收之际，玛丽亚从阿瓦隆半岛最南端登陆，当地测得时速103公里的狂风，近海风速更达每小时124公里。圣约翰斯降下暴雨，但由于风暴的移动速度快过预期，因此降雨量不及预期。